# سیارک ۱۷۰۸۹
سیارک ۱۷۰۸۹ (به انگلیسی: 17089 Mercado، نامگذاری:1999JU19) هفده هزار و هشتاد و نهمین سیارک کشف شده‌است که در ۱۰ مه ۱۹۹۹ کشف شد.
قدر مطلق سیارک برابر ۱۴٫۹ است.